# ТЕС Коматі
ТЕС Коматі — теплова електростанція на північному сході Південно-Африканської Республіки, розташована за 120 км на схід від Преторії в провінції Мпумаланга (варто відзначити, що саме у цій адміністративній одиниці зосереджена абсолютна більшість електростанцій країни, призначених для роботи у базовому режимі).
Будівельні роботи на майданчику станції розпочались в 1958-му, а введення блоків в експлуатацію припало на період між 1961 та 1966 роками. ТЕС належить до конденсаційних станцій та складається з обладнаних паровими турбінами дев'яти енергоблоків, перші п'ять з яких мають потужність по 100 МВт, а наступні чотири по 125 МВт. Втім можна відзначити, що при загальній потужності у 1000 МВт станція видає в мережу загального користування лише 961 МВт, споживаючи різницю на роботу власного обладнання.
Видалення продуктів згоряння первісно відбувалось за допомогою двох димарів, на заміну яким у 1979-му спорудили одну нову, вищу споруду, що сягає 300 метрів.
Функцію охолодження забезпечують вісім градирень висотою по 90 метрів та діаметром основи 60 метрів. Забір води для них відбувається біля спорудженої на Коматі греблі Нойтгедахт від якої насосна станція подає ресурс до створеного у Klipfontein проміжного резервуара, звідки вода самоплином тече на відстань майже 65 км.
Станція використовує в роботі вугілля розташованих неподалік копалень Koornfontein та Blinkpan. Подрібнена продукція першої змішується з водою та транспортується трубопроводом до другого підприємства, де зневоднюється та разом з вугіллям Blinkpan подається на головний конвеєр довжиною близько 0,5 км. Останній постачає паливо до розташованих на ТЕС двох складів ємністю 48 тисяч тонн.
Паливна ефективність станції становить 30 %.
У 1987—1990 роках на тлі перевиробництва електроенергії ця вже доволі стара на той час станція була законсервована. Подальше зростання попиту призвело до повернення ТЕС в експлуатацію у 2008—2012 роках.